# 羅馬尼亞
罗马尼亚（羅馬尼亞語：România，發音：[romɨˈni.a] ⓘ）是一个位於歐洲東南部巴爾幹半島的国家。國境西方分別為匈牙利與塞爾維亞接壤，保加利亞在南方，北方與东北方則是乌克兰與摩尔多瓦共和國。羅馬尼亞有一小段位於黑海西岸的海岸線，多瑙河是與保加利亞之間的主要國界，並且從保加利亞东岸流入黑海。羅馬尼亞的首都為布加勒斯特，位於該國南部多瑙河支流登博维察河所流經的平原地帶上，是羅馬尼亞第一大城與工商業城市。

## 歷史

羅馬尼亞由1859年至今的國土變化

舊石器及新石器時代，在羅馬尼亞境內已有人類活動，至於歷史文獻則記載則可以回溯到公元101年—104年時。罗马尼亚民族的祖先为达契亚人，是色雷斯人的一支。
约公元前1世纪，布雷比斯塔建立了第一个中央集权的君主制国—达契亚王國。公元101年—104年，羅馬帝國的图拉真大帝出动50个军团消滅了达契亚王国，隨後建立了達契亞行省，將此地納入羅馬帝國的疆域。圖拉真接著拆毀了達契亞王國的首都薩爾米基蓋扎雷吉亞，轉而興建了圖拉真城作爲行省的省會，圖拉真還大力向這個新行省輸送拉丁人移民，以圖將此羅馬化。為免受東北面蠻族侵擾，圖拉真下令在多瑙河河畔大修堡壘，更調遣了總數17萬人的軍隊來駐守。公元271—275年，羅馬駐軍因哥特人入侵而被迫撤離。在中世纪此地區有瓦拉几亚、摩尔达维亚與特兰西瓦尼亚三個獨立的君主制公國，其中前兩者是鄂圖曼帝國裡的自治附庸國，後者則在稍後被併入奧匈帝國範圍內。今羅馬尼亞之名由Roman和ia組成，這是東羅馬帝國在中後期的正式國號，而ia（尼亞）則是拉丁語後綴，表示「......族群居住的地方」。
1854—1856年的克里米亞戰爭後，法國鼓吹兩個君主制公國瓦拉几亚公国與摩達維亞公國合併，阻止俄羅斯帝国南下。瓦拉齊亞公國與摩達維亞公國在1859年時合併，合併後称為罗马尼亚联合公国，附属于奥斯曼帝国，並在1877年5月21日（儒略历5月9日）宣布從鄂圖曼帝國独立。
1878年南比萨拉比亚地区隶属俄罗斯帝国。1881年罗马尼亚联合公国改称罗马尼亚王国，國王查理改稱卡罗尔一世(Carol I)。 
1918年1月南比萨拉比亚地区宣布独立，称摩尔达维亚民主共和国，同年3月又与罗马尼亚合并。
在第一次世界大戰加入協約國，被奧匈帝國和保加利亞佔領。一戰之後奧匈帝國瓦解，使得羅馬尼亞王國的領土大增，進一步擴張到特蘭西瓦尼亞、布科維納與比薩拉比亞等地區。
1928年，農業經濟遇到的困難日益嚴重，國家自由黨因此敗給國家農民黨，但是國家農民黨的應對不利而很快失去民心，接下來幾年該國面臨嚴重經濟困難導致激烈反猶的暴力法西斯運動興起。1940年時，蘇聯佔領了羅馬尼亞的一部分領土，該地區成為今日的摩爾多瓦與烏克蘭的加利西亚一小部分。第二次世界大战时，扬·安东内斯库政权加入德、意、日三国同盟，羅馬尼亞於1941年加入蘇德战争，收復1940年被苏联拿走的领土並於敖德薩圍城戰打败苏軍並佔領该市，更進一步佔領摩爾多瓦東部的烏克蘭領土。羅馬尼亞亦在克里米亞战役協助德軍，但是在斯大林格勒战役中，羅馬尼亞軍傷亡慘重。日本偷襲珍珠港5日後，羅馬尼亞對美國宣戰。1944年德國敗退，苏联红军發動攻勢攻入罗马尼亚，並攻占布加勒斯特。同年8月23日，王室及罗马尼亚共产党领导发动反法西斯武装起义，推翻了安东內斯库政权，罗马尼亚转而加入了同盟國陣營。1945年3月6日成立联合政府。羅馬尼亞在蘇聯的影響之下，君主制被推翻，逐步建立起蘇聯式的社會主義政權。1946年，罗马尼亚共产党赢得全国大选。1947年12月30日羅馬尼亞人民共和國成立，1948年2月，罗马尼亚共产党与社会民主党合并，成立罗马尼亚工人党，成为罗馬尼亞唯一执政党。1965年通過新憲法，將國名更改為羅馬尼亞社會主義共和國，党的名字也改为罗马尼亚共产党，尼古拉·齐奥塞斯库当选总书记，成为罗马尼亚的领袖，执政后期成为独裁者。齐奥塞斯库当政前期，罗马尼亚在政治和外交上刻意和苏联保持距离， 经济上大力发展，创造了罗马尼亚经济上的“黄金时代”，但其自主权特别是经济上的自主权很有限。 后期大搞个人崇拜和家族统治并且拒绝改革，造成国内经济崩溃。
1989年12月22日爆发了1989年羅馬尼亞革命，齐奥塞斯库政权被推翻，結束了其長達24年的統治，然后齐奥塞斯库与妻子於1989年12月25日被反对者处决。隨後罗马尼亚救国阵线委员会接管国家一切权力，将国名改为罗马尼亚並推行西方民主化政策。羅馬尼亞新政府逐漸修改路線，成為社會民主主義國家。2004年3月29日，罗马尼亚加入北约。
2004年11月28日，罗马尼亚举行总统选举，阿德里安·讷斯塔塞和特拉扬·伯塞斯库进入第二轮。12月12日，总统选举第二轮投票举行，伯塞斯库当选。
2007年1月1日罗马尼亚正式加入欧盟。2007年2月28日，在野社会民主党以伯塞斯库有违宪行为为由正式提出弹劾总统案，4月19日，罗议会以绝对多数通过了弹劾总统议案。弹劾案次日获得宪法法院确认后，总统伯塞斯库随即被停职一个月，参议院议长沃克罗尤出任临时总统。4月20日，宪法法院对尼古拉·沃克罗尤出任临时总统的资格予以确认，接替因议会通过弹劾议案而停职的伯塞斯库。5月21日，罗马尼亚就议会弹劾总统议案举行全民公决，这次全民公决的投票率为44.02%，其中赞成议会弹劾总统议案的选民为24.9%，反对者为74.32%。弹劾案未获通过，伯塞斯库复职。
2009年12月9日，羅馬尼亞中央選舉辦公室定於公佈總統選舉第二輪投票最終結果，預計得到羅馬尼亞民主自由黨支援的現總統伯塞斯庫以50.33%的微弱多數戰勝社會民主黨主席傑瓦訥，獲得連任。伯塞斯庫和傑瓦訥的得票率太接近，而社民黨又聲稱本次大選存在舞弊行為，這導致選舉結果被蒙上了“缺乏合法性”的陰影。
2012年7月6日，在野社会自由联盟在罗马尼亚议会提出总统弹劾议案，理由是总统伯塞斯库越权行使总理职权。议会通过了弹劾议案，按照宪法规定，伯塞斯库被停职，一个月内，全民公决将决定总统的职位去留。7月29日，全民公投由于投票率未过半，选举委员会宣布此次弹劾失败。

## 政治
罗马尼亚是一个民主国家，议会实行两院制，上院为参议院（罗：Senat），有136名议员，下院为众议院（罗：Camera Deputaților），有最多330名议员。参众两院的议员在四年一次的选举中产生。
总统每五年选一次，总理由总统任命，内阁人选再由总理任命，由议会通过。

## 经济
在第二次世界大戰之前，羅馬尼亞是歐洲第二大的食品生產商。在1937年透過高達720萬噸的石油產量，其經濟成長全歐第二，世界第七。罗马尼亚探明天然气储量为7260亿立方米（25.94万亿立方英尺），在已知探明天然气储量的国家中排名第30位 。
第二次世界大戰結束後，羅馬尼亞成為東方集團的一員，並實行社會主義式的計劃經濟。身為東方集團的一員，羅馬尼亞限制私有經濟的發展，在工業上不允許私人企業存在，商業和服務業均為國家或集體所有制。羅馬尼亞革命之後，採取一系列自由化政策實施改革，任何個人，包括國營單位或合作單位的員工、農民及退休者，均可申請經營各種工商業和服務業活動。
2007年1月羅馬尼亞進入歐盟並促使其國際貿易自由化，其中羅馬尼亞和保加利亞的加入也使歐盟船隻得以通過黑海。

## 军事

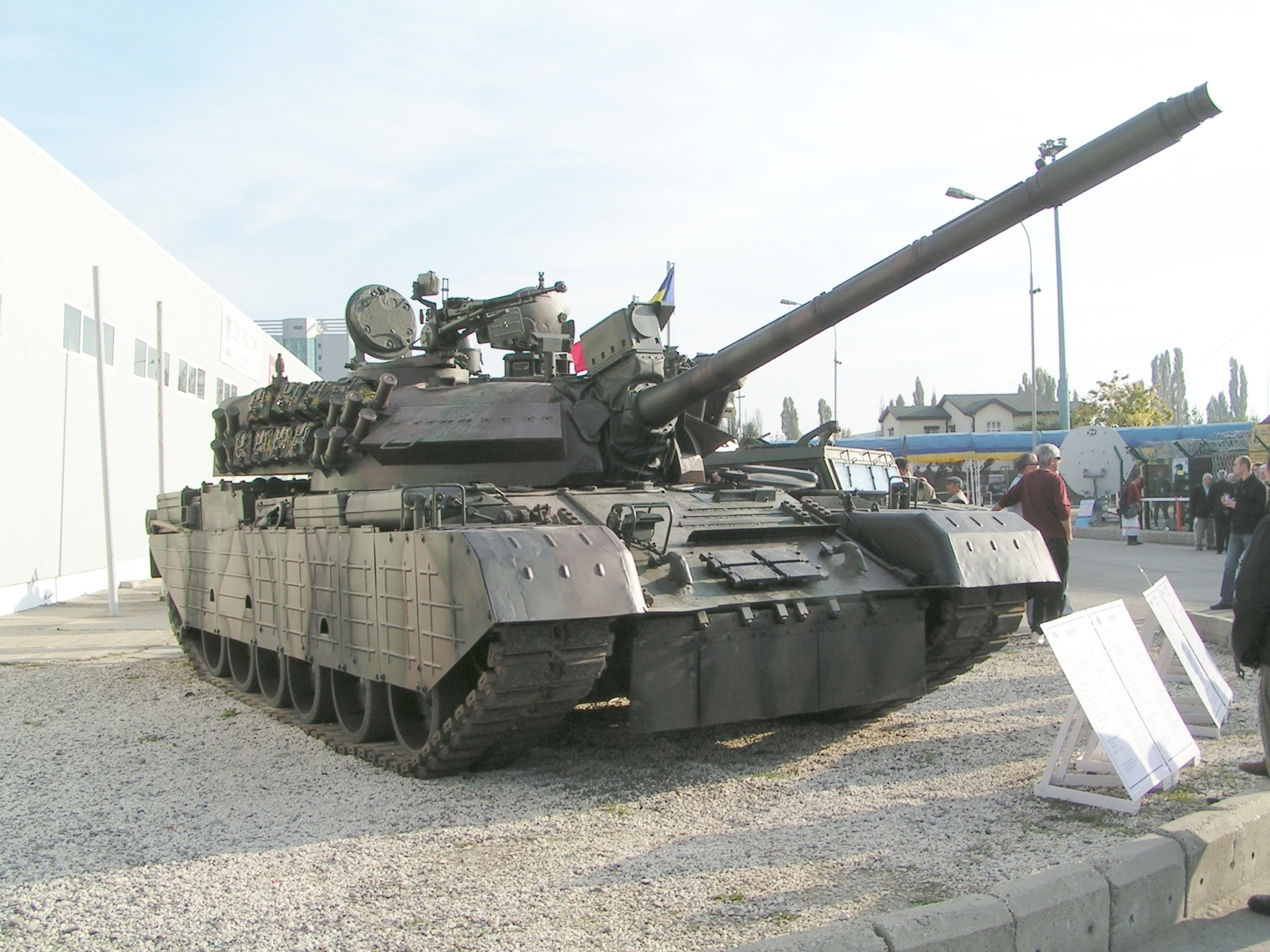
T-55改裝的TR-85主戰坦克

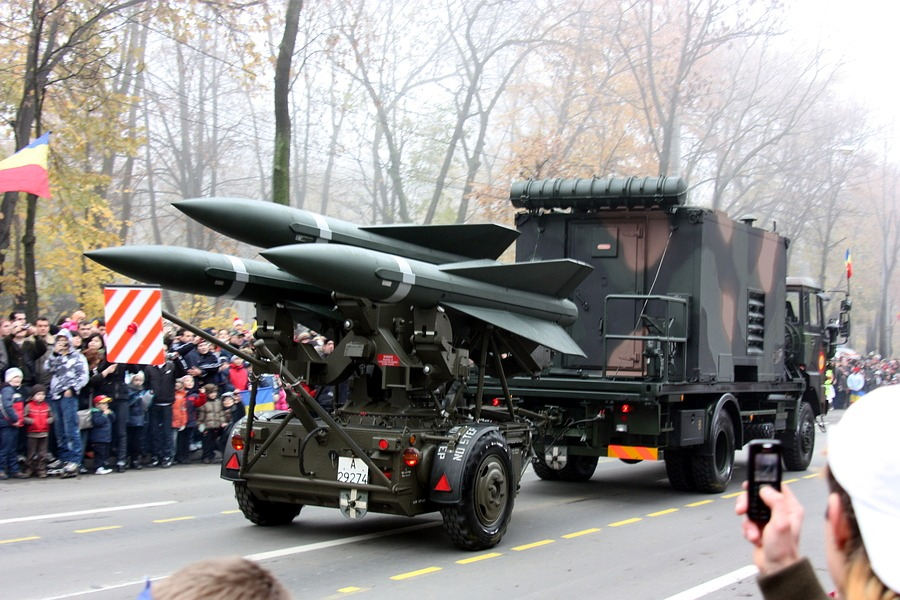
羅馬尼亞陸軍國慶閱兵的鷹式飛彈

1994年10月25日罗马尼亚军队建军，是目前罗马尼亚的主要武装力量。最高国防委员会是罗马尼亚最高军事决策机构，罗马尼亚国防部是罗马尼亚军队的领导机构。1994年3月起国防部长改由文职人员担任，现任国防部长为安杰尔·特尔沃尔。2003年10月，罗马尼亚修改宪法，取消义务兵役制。罗军不断推进军队职业化进程，计划逐步实行军旅制。2010年罗马尼亚国防部预算共有18亿欧元军费，约占国内生产总值的1.31%。罗马尼亚目前现役军人数为9万人。

## 外交
截至2023年，罗马尼亚已同194个国家建立了外交关系。罗马尼亚相当重视发展同美国、欧盟和北约各成员国之间的关系，同时注重与鄰近國家及亞太国家的关系，
罗马尼亚於2004年3月29日加入北约，並在2007年1月1日加入歐盟。

## 行政区划

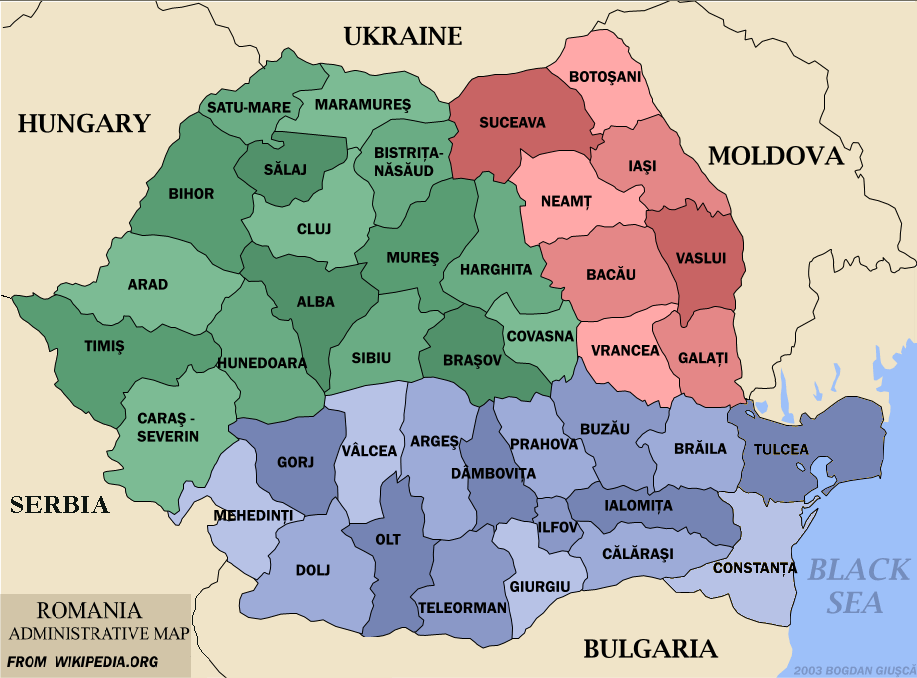
羅馬尼亞41縣。绿色部分：特兰西瓦尼亚。蓝色部分：瓦拉几亚。红色部分：摩尔达维亚

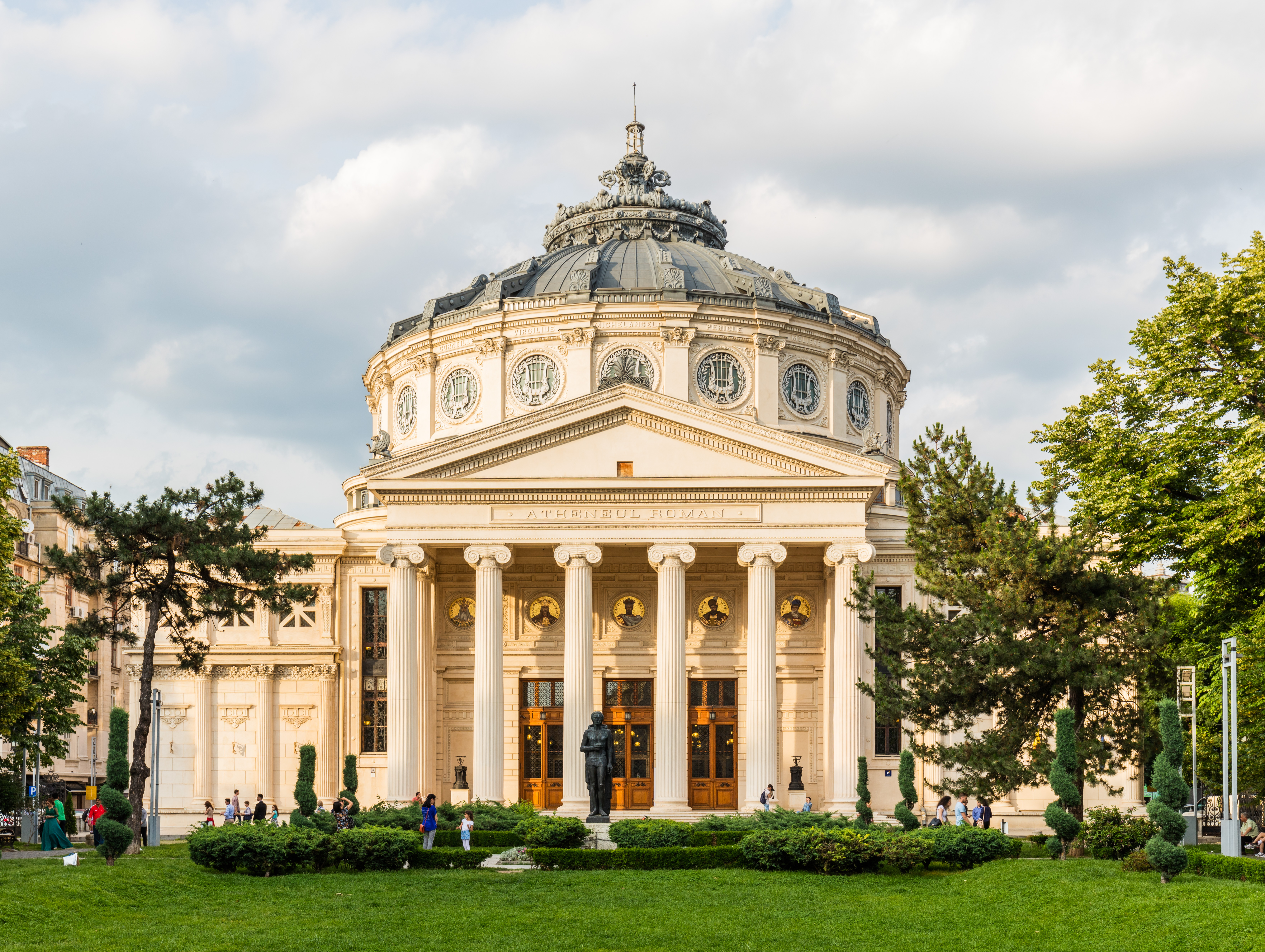
羅馬尼亞雅典娜劇院

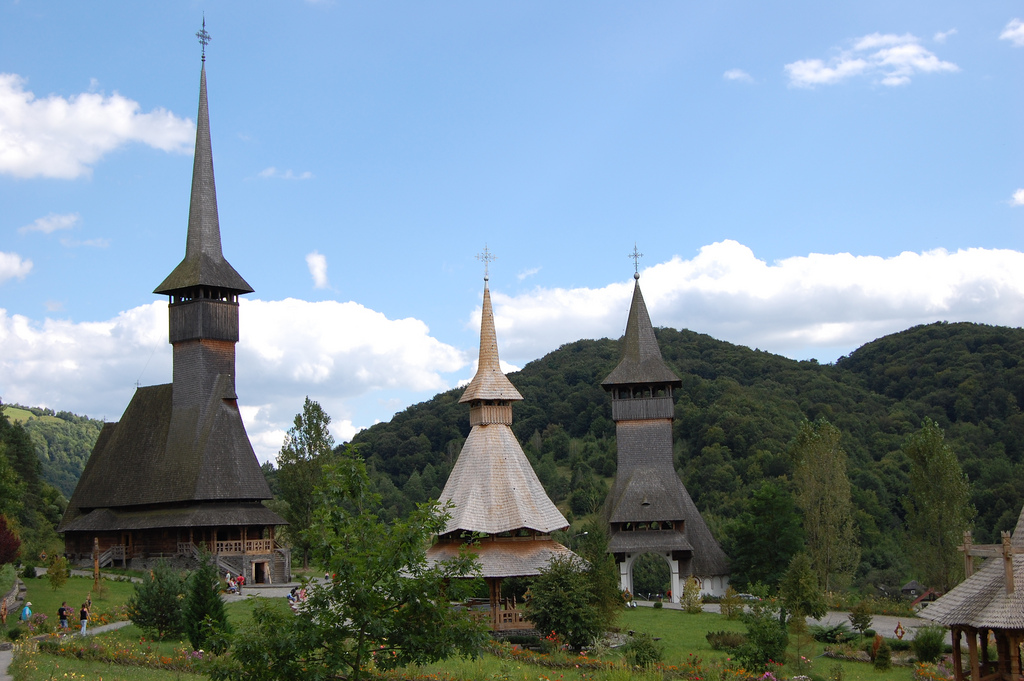
馬拉穆列什的木教堂群

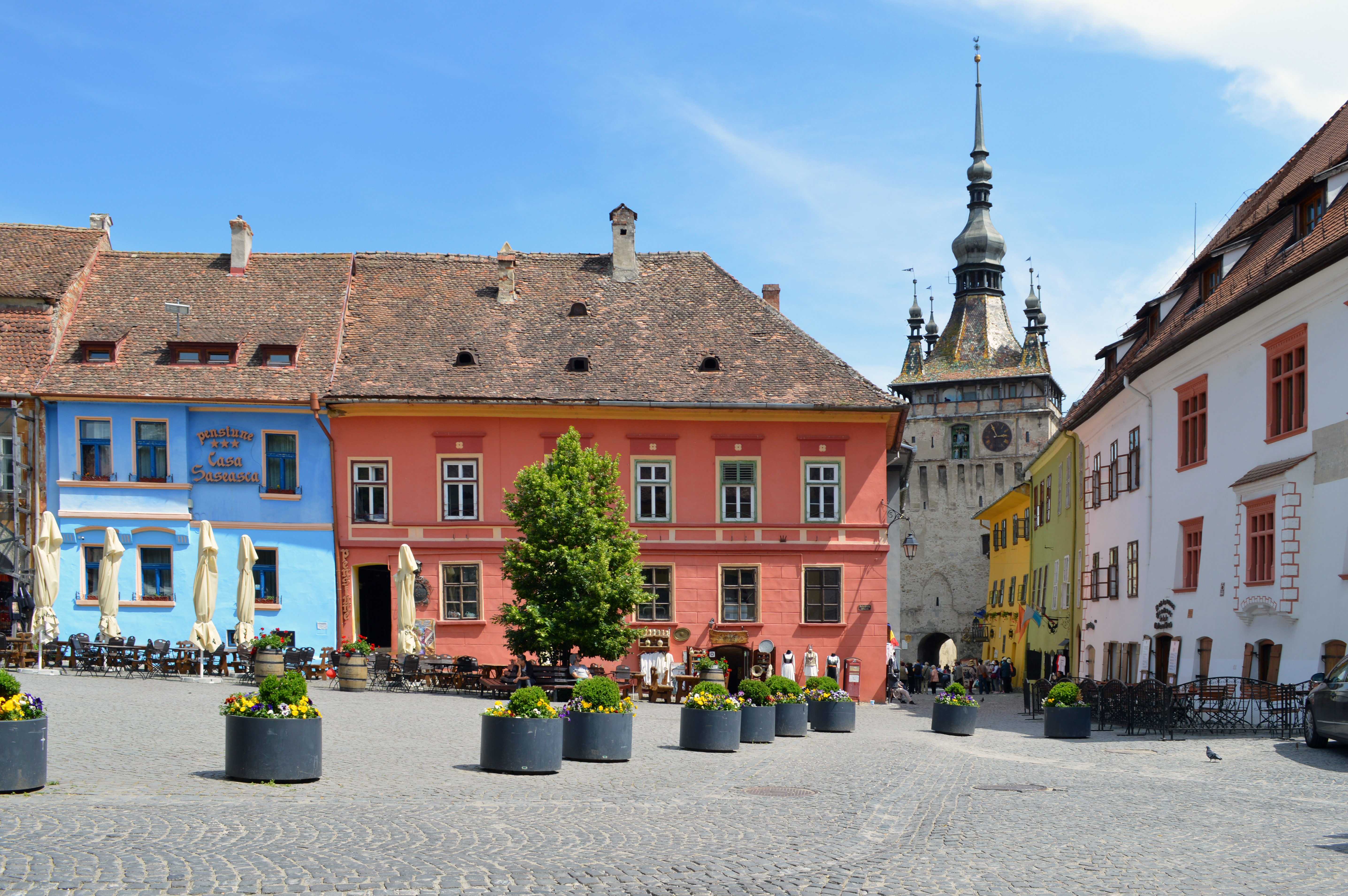
锡吉什瓦拉

罗马尼亚分为41个县（羅：Județul）以及布加勒斯特直辖市：
| - 阿爾巴縣（Alba） - 阿拉德縣（Arad） - 阿爾傑什縣（Argeș） - 巴克烏縣（Bacău） - 比霍爾縣（Bihor） - 比斯特里察-訥瑟烏德縣（Bistrița-Năsăud） - 博托沙尼縣（Botoșani） - 布拉索夫縣（Brașov） - 布澤烏縣（Buzău） - 布勒伊拉縣（Brăila） - 卡拉什-塞維林縣（Caraș-Severin） - 克勒拉希縣（Călărași） - 克魯日縣（Cluj） - 康斯坦察縣（Constanța） - 科瓦斯納縣（Covasna） - 登博維察縣（Dambovița） - 多爾日縣（Dolj） - 加拉茨縣（Galați） - 久爾久縣（Giurgiu） - 戈爾日縣（Gorj） - 哈爾吉塔縣（Harghita） - 胡內多阿拉縣（Hunedoara） - 雅洛米察縣（Ialomița） - 雅西縣（Iași） - 伊爾福夫縣（Ilfov） - 馬拉穆列什縣（Maramureș） - 梅赫丁茨縣（Mehedinți） - 穆列什縣（Mureș） - 尼亞姆茨縣（Neamț） - 奥爾特縣（Olt） - 普拉霍瓦縣（Prahova） - 薩圖馬雷縣（Satu Mare） - 瑟拉日縣（Sălaj） - 錫比烏縣（Sibiu） - 蘇恰瓦縣（Suceava） - 特列奥爾曼縣（Teleorman） - 蒂米什縣（Timiș） - 圖爾恰縣（Tulcea） - 瓦斯盧伊縣（Vaslui） - 沃爾恰縣（Vâlcea） - 弗朗恰縣（Vrancea） |

## 地理

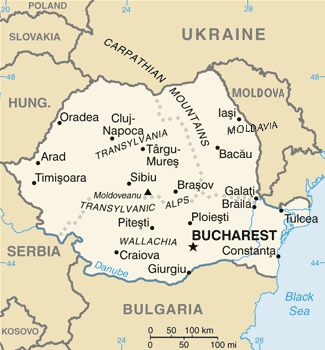
羅馬尼亞地圖

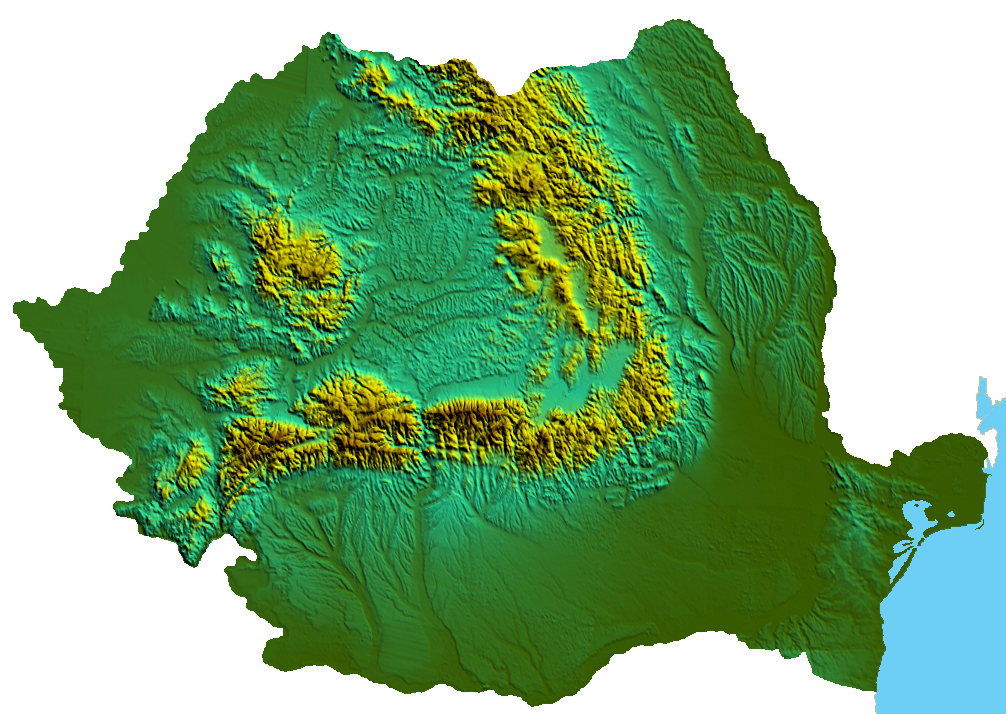
羅馬尼亞地形圖，圖中貫通該國的山脈為喀爾巴仟山

罗马尼亚土地面積238,391平方公里，比面積243,610平方公里的英國略小，是東南歐面積最大的國家，並在歐洲排名第十二。羅馬尼亞和塞爾維亞、保加利亞之間主要是以多瑙河為界。而與摩爾多瓦之間則是以多瑙河的另一條支流普魯特河為界。多瑙河與普魯特河在羅馬尼亞匯合後，在羅馬尼亞境內注入黑海，而入海口處所形成的多瑙河三角洲是歐洲最大的三角州，並因為其豐富的生態變化，而被聯合國教科文組織列入世界遺產名單內，並在此建立多瑙生態圈保護區（Danube Biosphere Reserve）。

### 地形
喀尔巴阡山脉以半环行盘踞中部，山脉以西为特兰西瓦尼亚高原，以东为摩尔多瓦高原，以南为多瑙河平原和多布罗加丘陵。

### 气候
过渡性温带大陆性湿润气候，1月平均气温-5－1℃，7月平均气温20－23℃，年降水量400－1000毫米，东南部较干燥。

## 人口
根據2002年時的普查，羅馬尼亞擁有21,680,974的人口。在該國人口中，主要組成的羅馬尼亞人佔了全國人口的89.5%，而境內最大的少數族裔則分別為匈牙利人（6.6%）與羅姆人（2.5%）。羅馬尼亞有一部分韃靼人，諾蓋人與克里米亞韃靼人（因那海的封地在多瑙河下游）。

### 宗教
羅馬尼亞是世俗國家，不置國教。多數人是基督徒，信奉東正教，也有一部分人信奉天主教和新教。

## 文化

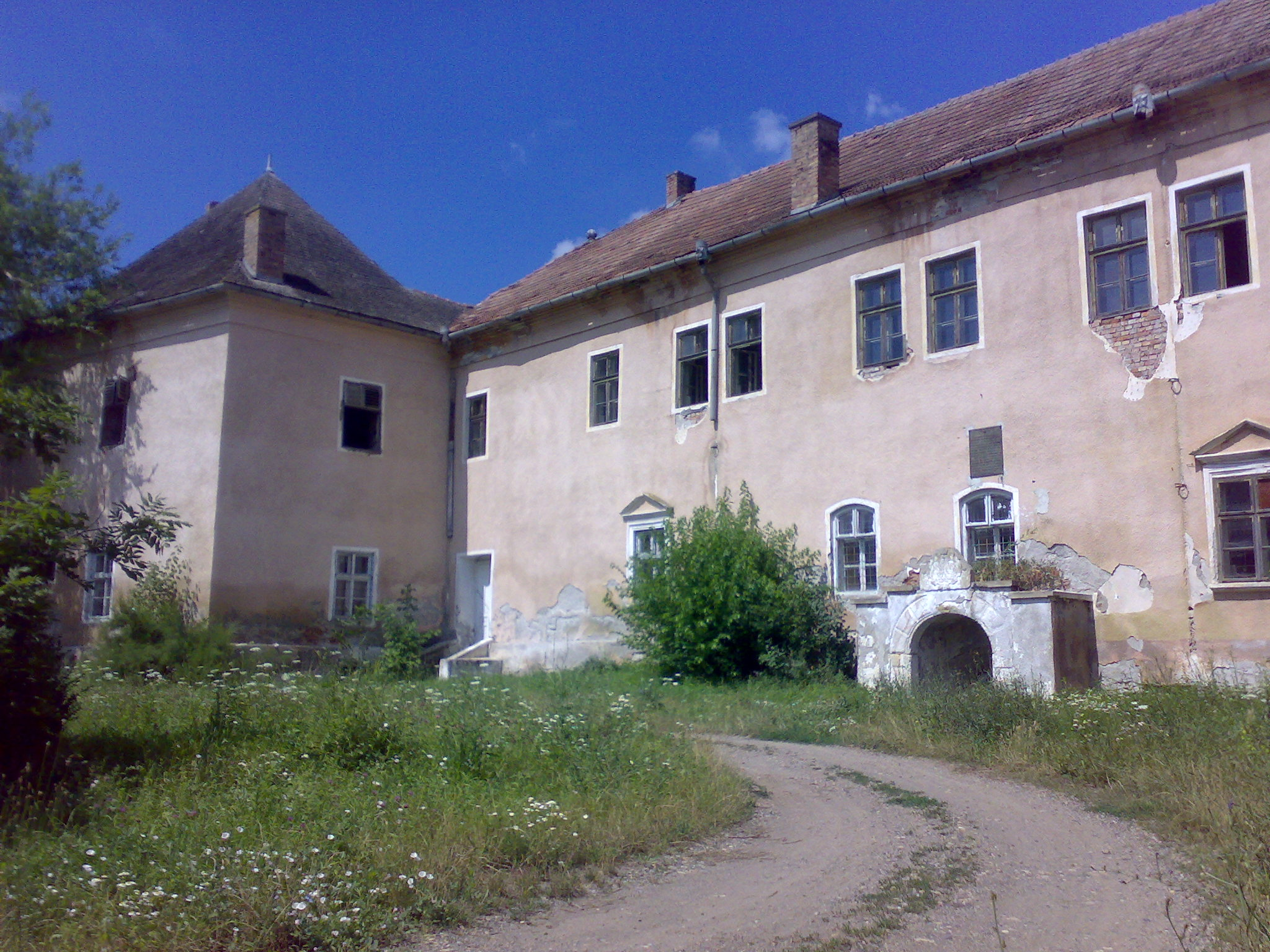
Radnót古堡

### 语言
羅馬尼亞的官方語言是羅馬尼亞語，淵源自拉丁語，語言結構与附近東歐國家所使用的斯拉夫語族語言十分不同。羅馬尼亞文是一種與西語、葡語、法語與義大利語較為接近的羅曼語族語言。在羅馬尼亞使用羅馬尼亞文作為母語的人口佔了91%，其次則分別是匈牙利語與羅姆語。二戰以前，德語是羅馬尼亞境内的最大少數民族德意志人的母語，因此也曾是羅馬尼亞使用人數最多的少數民族語言之一，至今在特兰西瓦尼亚地区仍有较大影响。法語則一直是羅馬尼亞境內最多人會使用的外語，該國也是法語圈國際組織（la francophonie）的成員國，但近年來其比例已被英語後來居上，後者是大部分羅馬尼亞年輕族群第一優先學習與使用的外語。根据Eurobarometer report（2006）的報告，羅馬尼亞有29%的人口、即620萬人口使用英語。

### 体育
羅馬尼亞的女子組體操曾經相當優秀，具備頂尖的實力，擁有出眾的競技水準，與美國、俄羅斯、中國並駕齊驅，是目前世界上獲得最多體操世界冠軍的國家，有23個奧運會冠軍、47個世界冠軍，合計70個世界冠軍。

### 其他
羅馬尼亞在歐洲及世界藝術文化方面，舉凡：繪畫、音樂、體操、服飾、電影，有顯著且突出耀眼的影響與表現。
著名的影視娛樂題材──吸血鬼，即是以德古拉作為範本所創作的。

### 旅遊
- 布加勒斯特。

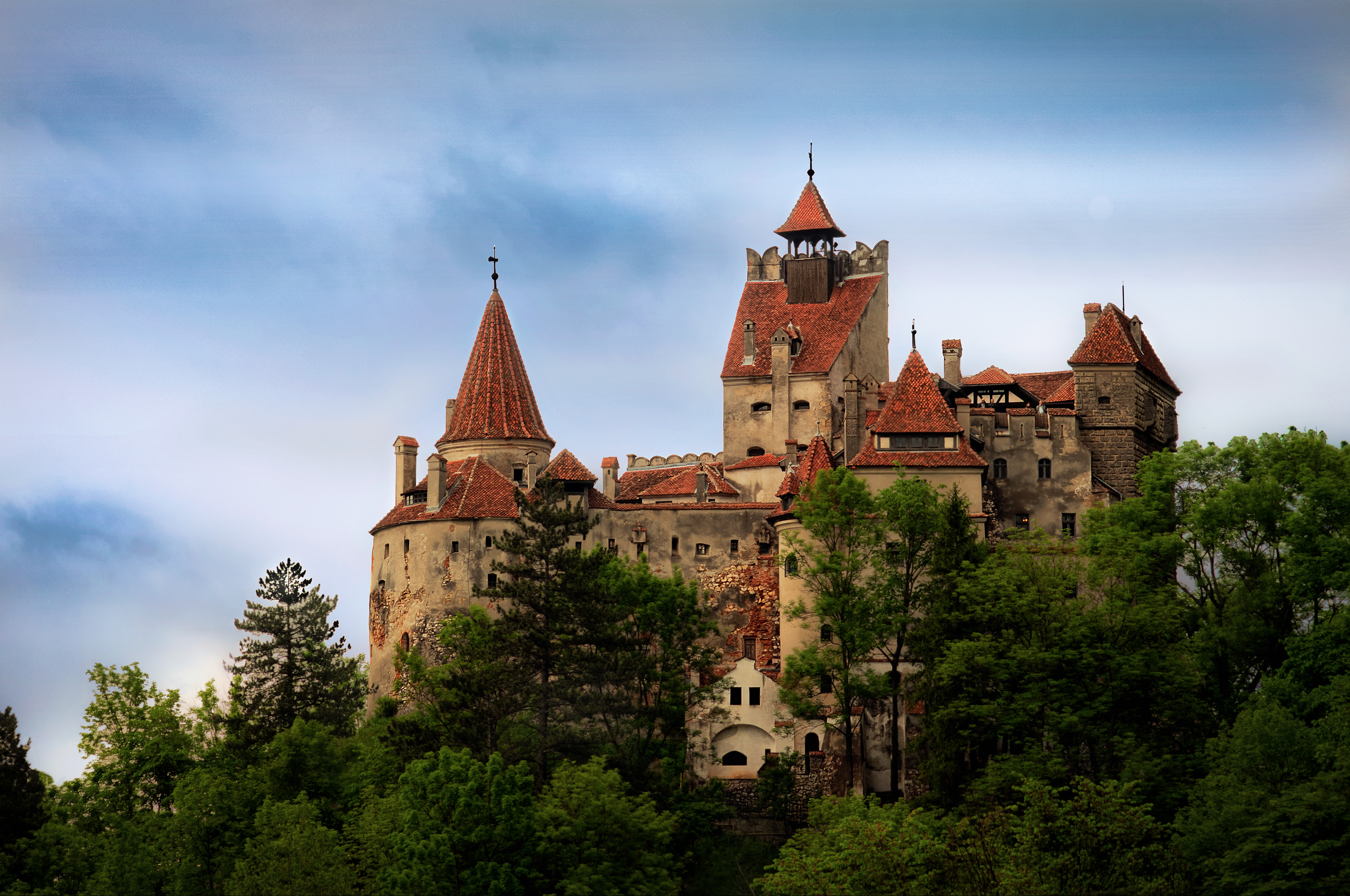
布兰城堡

- 布兰城堡：長期被認為是传说中吸血鬼德古拉的城堡。

## 外部連結
- 罗马尼亚政府